# 新潟県道68号燕分水線
新潟県道68号燕分水線（にいがたけんどう68ごう つばめぶんすいせん）は、新潟県燕市井土巻から三条市・長岡市を通って燕市中島に至る県道（主要地方道）である。

## 概要

### 路線データ
- 実延長：13,218.7 m[1]
- 起点：新潟県燕市井土巻2丁目（井土巻二丁目交差点、国道289号交点）
- 終点：新潟県燕市中島（新潟県道2号新潟寺泊線・新潟県道224号地蔵堂中島線交点）

## 歴史
- 1993年（平成5年）5月11日 - 建設省から、県道燕分水線が燕分水線として主要地方道に指定される[2]。

## 路線状況

### 重複区間
- 国道116号（下粟生津交差点 - 燕市粟生津）
- 新潟県道224号地蔵堂中島線（燕市野中才 - 石港交差点）

## 地理

### 通過する自治体
- 燕市
- 三条市
- 燕市
- 長岡市
- 燕市

### 交差する道路

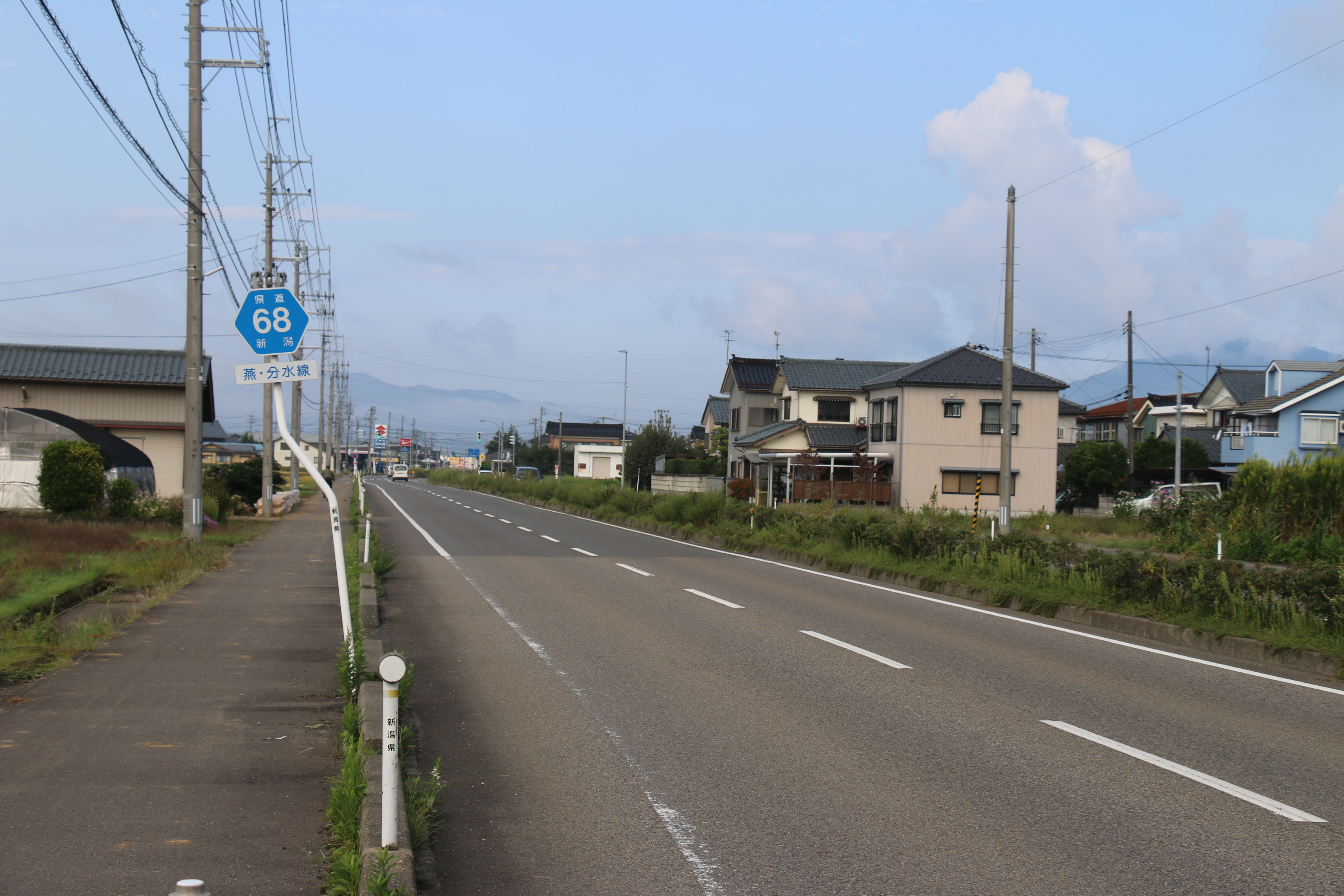
県央大橋西詰交差点付近

- 国道289号（起点：井土巻二丁目交差点、三条市・燕市境）
- 新潟県道18号燕地蔵堂線（大曲交差点）
- 新潟県道459号桜町小池線（水道町三交差点）
- 国道116号（下粟生津交差点 - 燕市粟生津で重複）
- 新潟県道374号五千石巻新潟線（燕市上河原）
- 新潟県道408号佐善国上線（燕市佐善）
- 新潟県道224号地蔵堂中島線（燕市野中才 - 石港交差点（終点）で重複）
- 新潟県道2号新潟寺泊線（終点：石港交差点）

### 沿線にある施設など
- 北陸自動車道 三条燕インターチェンジ
- JR上越新幹線・弥彦線
  - 燕三条駅
- JR越後線
  - 粟生津駅 - 分水駅
- 燕・弥彦総合事務組合消防本部 分水消防署
- 燕市役所 分水庁舎（分水サービスセンター）
- 燕市立分水中学校
- 燕市立燕南小学校
- 燕市立大関小学校
- 燕市立粟生津小学校
- 燕市立分水北小学校
- 農林水産省 北陸農政局 新潟農政事務所 燕庁舎（地域第三課）
- 日本政策金融公庫 三条支店（国民生活事業、旧・国民生活金融公庫）
- 第四北越銀行
  - つばめ物流センター支店
  - 燕支店
  - 分水中央支店
- 大光銀行 燕支店
- 新潟県労働金庫 燕支店
- 三条信用金庫 燕三条支店
- 協栄信用組合
  - 仲町支店
  - 南支店
  - 大曲支店
- 新潟大栄信用組合 本店
- 燕南郵便局
- 粟生津郵便局
- 国上郵便局
- 分水郵便局
- 北越工業 本社・工場
- イオン 県央店
- イオンシネマ県央
- ケーズデンキ 燕三条店
- ジョーシン 燕三条店
- オートバックス 燕三条店
- イエローハット 燕店
- タイヤ館 三条
- 蔦屋書店 県央店
- シュー・プラザ 燕三条店
- マックハウスプラザ 燕三条店
- ジーユー 燕三条店
- 紳士服マスカット 燕三条店
- ウエルシア薬局 燕店
- 燕市産業史料館
- 燕市体育センター
- 燕市分水体育館
- 中ノ口川
- 大河津分水路